# Pim Kooij
Pim Kooij (Dordrecht, 11 juni 1945 - Groningen, 9 augustus 2016) was een Nederlands historicus. Hij was emeritus hoogleraar aan de Rijksuniversiteit Groningen en de Wageningen Universiteit.

## Biografie
Pim Kooij groeide op in Dordrecht en Harlingen. In 1963 deed hij eindexamen Gymnasium B te Leeuwarden, waarna hij geschiedenis studeerde aan de Rijksuniversiteit Groningen. Aan diezelfde universiteit trad hij op 1 september 1969 in dienst. Op 1 januari 2010 ging hij met emeritaat.
Kooij’s loopbaan kenmerkt zich door een brede belangstelling voor sociaal-historische onderwerpen, maar een viertal springen daaruit: Groningen, stadsgeschiedenis, rurale geschiedenis en geschiedenis van de groene ruimte.
Kooij promoveerde in 1986 op het proefschrift Groningen 1870-1914. Daarin combineerde hij zijn interesse voor de stad Groningen met zijn grote belangstelling voor geschiedenis. In 1988 werd hij benoemd  tot bijzonder hoogleraar in de economische geschiedenis van stad en platteland. In 1997 volgde zijn aanstelling tot hoogleraar economische en sociale geschiedenis te Groningen en bezette hij tevens de leerstoel Agrarische geschiedenis aan de toenmalige Landbouwuniversiteit te Wageningen als opvolger van Ad van der Woude. Hij werd toen ook directeur van het Nederlands Agronomisch Historisch Instituut (NAHI).
Kooij heeft ruim honderd publicaties op zijn naam, deels voortvloeiend uit de onderzoeksprojecten waaraan hij deelnam. Noemenswaardig uit vele zijn het project Integrale Geschiedschrijving in samenwerking met de Universiteit Utrecht (1987-1995), waarin ontwikkelingen in Groningen en Noord-Brabant vergeleken werden, en het daaruit voortvloeiende Nederlands-Russische samenwerkingsproject over historisch-demografische vraagstukken (1991-2005). Hij bekleedde ook talloze bestuursfuncties bij (internationale) historische verenigingen, waaronder de Urban History Association, het N.W. Posthumus Instituut en de Commission Internationale pour l'histoire des villes.
Zijn opvolger in Wageningen werd Ewout Frankema. In Groningen werd Kooij opgevolgd door Maarten Duijvendak. Duijvendak en Frankema werden gezamenlijk directeur van het Nederlands Agronomisch Historisch Instituut (NAHI).
De Vereniging voor Landbouwgeschiedenis reikt jaarlijks de Pim Kooij Prijs voor de beste scriptie op het terrein van de plattelandsgeschiedenis uit.

## Lijst met belangrijkste publicaties
- P. Kooij, ‘Stadsgeschiedenis en de verhouding stad-platteland’, Economisch- en Sociaal-Historisch Jaarboek 38 (1975) 124-141. Herdrukt in: P.A.M. Geurts en F.A.M. Messing (eds.), Theoretische en methodologische aspecten van de economische en sociale geschiedenis (Den Haag 1979), 90-109.
- P. Kooij, ‘Urbanization. What’s in a name?’, in: H. Schmal (ed.), Patterns of European urbanization since 1500 (London 1981), 31-61.
- P. Kooij, ‘Stad en platteland’, in: F.L. van Holthoon (ed.), De Nederlandse samenleving sinds 1815 (Assen/Maastricht 1985), 93-116.
- P. Kooij, Groningen 1870-1914. Sociale verandering en economische ontwikkeling in een regionaal centrum (dissertatie Groningen 1986).
- Pim Kooij, ‘Peripheral cities and their regions in the Dutch urban system until 1900’, Journal of Economic History (1988) 357-371.
- P. Kooij, Hoe provinciaal is de regio? Kaders voor een economische en sociale geschiedenis van stad en platteland (Inaugurele rede Groningen 1990).
- Maarten Duijvendak en Pim Kooij, Sociale geschiedenis: theorie en thema's (Assen/Maastricht 1992).
- Pim Kooij (ed.), Where The Twain Meet. 19th Century Russian and Dutch Regional Development in a Comparative Perspective 1800-1917, (Groningen/Wageningen 1998).
- P. Kooij, Mythen van de groene ruimte (Inaugurele rede Wageningen 1999).
- P. Kooij, ‘Het Nederlandse platteland in de greep van de stad’, in: M.A.W. Gerding (ed.), Belvedere en de geschiedenis van de groene ruimte (Groningen 2003), 139-164.
- P. Kooij en R.F.J. Paping (eds.), Where the twain meet again: New results of the Dutch-Russian project on regional development 1750-1917 (Groningen/Wageningen 2004).
- P. Kooij, ‘Hoe ons Nederland een groen hart kreeg en het ook weer verloor’, Bijdragen en mededelingen betreffende de geschiedenis der Nederlanden, 121 (2006), 753-770.
- P. Kooij, Town and countryside in a Dutch perspective (Groningen/Wageningen 2010).

## Promovendi
Groningse promovendi waarvan P. Kooij eerste of tweede promotor was, met jaar van promotie:
- P. Holthuis (1993)
- M. Clement (1994)
- V.C. Sleebe (1994)
- R.E. van der Woude (1994)
- R.F.J. Paping (1995)
- H.M.F. Krips-van der Laan (1999)
- P. Th Kok (2000)
- J.F. Voerman (2001)
- C. Vlas (2001)
- M. Wilke (2002)
- IJ. Botke (2002)
- H.G. Hurenkamp (2003)
- D.A. Knaap (2004)
- E.H.K Karel (2005)
- E.J. Krajenbrink (2005)
- M. Baron (2006)
- T.J. Dijkstra (2006)
- H. Nijboer (2007)
- J. van den Broek (2007)
- M. van Faassen (2014)
- M. Schroor (2014)
- A. Dekker (2015)

Wageningse promovendi waarvan P. Kooij eerste of tweede promotor was, met jaar van promotie: 
- S. van den Bergh (2004)
- J.E. van Kamp (2005)
- W. Coster (2008)
- J.B. Smit (2010)
- J.R. Bloembergen-Lukkes (2014)